# قرار مجلس الأمن التابع للأمم المتحدة رقم 456
قرار مجلس الأمن التابع للأمم المتحدة رقم 456، الذي تم تبنيه في 30 نوفمبر 1979، تم النظر في تقرير الأمين العام بشأن قوة الأمم المتحدة لمراقبة فض الاشتباك. وأشار المجلس إلى الجهود التي تبذلها لإحلال سلام دائم وعادل في الشرق الأوسط، ولكنه أعرب أيضاً عن قلقه إزاء حالة التوتر السائدة في المنطقة.
قرر المجلس دعوة الأطراف المعنية إلى التنفيذ الفوري للقرار 338 (1973)، وجدد ولاية قوة المراقبة لمدة 6 أشهر أخرى حتى 31 مايو 1980 وطلب من الأمين العام تقديم تقرير عن الوضع في نهاية تلك الفترة.
وقد اتخذ القرار بأغلبية 14 صوتاً. لم تشارك الصين في التصويت.